# 현빈
현빈(본명: 김태평, 1982년 9월 25일~)은 대한민국의 배우이다.

## 생애

### 어린 시절
서울특별시 송파구 잠실동에서 2남 중 차남(막내)으로 태어났다. 그의 형은 1980년생으로, 대한민국 국군 장교 출신인 것으로 알려졌다. 6살 때부터 10년간 수영을 배웠고, 중학교 때까지는 경찰대학에 진학해 형사가 되는 것이 꿈이었다. 고등학교 재학시절 선배의 추천으로 연극을 하게 되면서 연기의 매력에 빠져 배우를 꿈꾸게 되었다고 한다. 하지만 연예인보다 전문직종의 직업을 바랐던 부모의 극심한 반대에 부딪혔고, 아들이 뜻을 굽히지 않자 아버지는 국내 연극영화과 중에서 가장 명성이 높다 생각한 중앙대학교에 합격하면 허락한다는 조건을 내걸었다. 부모를 설득하기 위해 정시 합격을 하였고 본격적으로 연기를 할 수 있었다고 한다.
그리고 어머니는 보통의 남자 아이들처럼 태권도를 배우게 하는 대신 그에게는 수영과 피아노, 서예 등을 배우게 했다고 한다. 그는 어머니가 그렇게 한 것은 아마도 무엇인가에 집중할 수 있는 시간을 마련해 준 것 같다고 소회했다. 어릴 때는 수영장에 가기 싫어서 꾀를 많이 부리기도 했지만, 그때 배우게 했던 모든 것들이 배우 생활을 하는데 있어도 밑바탕이 되었고 특히 수영은 체격조건이 좋아지고 폐활량이 좋아져서 배우로서 큰 도움을 받았다고 한다. 외모와 체격은 덩치가 큰 아버지보다는 어머니를 많이 닮은 편이다.

### 2003~07년: 차세대 배우로서 주목과 성공
2003년 드라마 《보디가드》에서 연기자로 첫발을 내딛게 되었고, 데뷔작에서 맡은 역할은 일류 모델을 따라다니는 스토커로 단역이었다. 이후 청춘 시트콤 《논스톱 4》에서 몇 개의 에피소드에 단역으로 출연하다가 2004년 2월부터 고정 출연하게 되었으며, 태권도가 특기이며 진지한 성격의 바른 생활 사나이 "현빈" 역으로 인기를 끌며 이름을 알리기 시작했다. 2004년초에 촬영이 끝난 영화 《돌려차기》가 7월에 개봉하며 영화로도 데뷔했으며, 태권도부 주장 "이민규" 역을 맡았다. 또한 9월 드라마 《아일랜드》에서 경호원이며 힘없고 불쌍한 사람을 좋아하는 착한 "강국" 역을 맡았는데, 인정옥 작가는 "시트콤을 봤는데 현빈이 너무나 예쁘게 생겼고, 어투도 좋아서 김진만 감독에게 추천했다."고 밝혔다. 그는 이 드라마를 통해 섬세하면서 남성적인 매력을 발산하며 연기자로서 존재감을 드러냈고, 2004년 MBC 연기대상에서 '남자 신인상'을 수상했다. 또한 유망한 신인배우들을 미리 확보해놓기 위해 선계약하는 경우가 있었는데, 그 역시 《아일랜드》를 포함 ‘20부작 미니시리즈’ 2편에 출연하는 조건으로 MBC와 56회분 계약을 했다.
2005년 6월 드라마 《내 이름은 김삼순》에서는 상처로 인해 더 냉정해지고 삐딱해진 성격의 레스토랑 사장 "현진헌" 역을 맡았다. 전작의 강국 역이 강한 탓에 그 캐릭터를 벗어나 진헌으로 태어나기 위해 일찌감치 출연이 결정된 뒤 다른 활동 없이 작품 준비에만 전념하였다. 연기 연습은 물론이고 극중 수영과 샤워 장면을 위해 수영과 웨이트트레이닝으로 몸을 만들었고, 피아노 연주 장면을 위해 집에 피아노를 들여놓고 연습하였다. 이러한 노력으로 드라마가 끝나면 '진헌이'로 불리고 싶다는 소망을 이루지는 못했지만 싸가지 왕자 '삼식이'로 또 하나의 캐릭터를 얻게 되었다. 또한 50%가 넘는 최고 시청률을 기록하며 전국에 김삼순 열풍을 불러일으킨 드라마의 폭발적인 인기에 힘입어 톱스타로 발돋움할 수 있었다. 이후 활발한 활동을 보이며 국내 인기를 발판으로 일본 등으로 인기의 폭을 넓히며 한류스타로도 주목받기 시작하였다.
2006년 2월 영화 《백만장자의 첫사랑》에서 유산상속받는 날만 기다리는 철없는 고등학생 "강재경" 역을 맡았으며, 11월에는 영화 홍보차 일본을 첫 방문하였다. 그리고 11월 드라마 《눈의 여왕》에서는 섬세한 내면세계로 인한 아픔을 간직한 수학천재 "한태웅(한득구)" 역을 맡았다. 2006년 10월 신인 시절부터 4년여간 소속되었던 보람영화사를 떠나 스타엠엔터테인먼트와 계약을 맺었다.

### 2008~11년: 새로운 도전과 시크릿 가든
2008년 배우에게 혹독하기로 유명한 윤종찬 감독의 영화 《나는 행복합니다》(2009년)를 선택하여 과대망상증환자 "조만수"역을 연기하였다. 그는 이 작품을 다시 하자고 하면 안 하고 싶을 만큼 힘들었지만 소중한 시간이었다고 한다. 이 작품은 제13회 부산국제영화제에 폐막작으로 선정되어 상영하였다. 하지만 개봉은 뒤늦게 2009년에야 이루어졌다. 《눈의 여왕》 이후 1년 9개월여만인 2008년 10월 드라마 《그들이 사는 세상》으로 브라운관에 복귀하였다. 후배들에게 선망의 대상으로 인간미 넘치고 열정적인 드라마 PD "정지오" 역을 연기해 호평을 받았다. 그는 드라마를 끝내며, 매번 달라지려고 노력했는데 어떻게 보고 있는지 모르겠지만 올해는 큰 도전을 한 것 같다며 매번 시험대에 오른 기분이라고 인터뷰했다.
2009년 6월 드라마 《친구, 우리들의 전설》에서는 외로운 반항아 "한동수" 역을 맡았다. 이 작품은 곽경택 감독의 첫 TV 드라마 연출과 사전제작으로 화제를 모았지만, 그의 출연 결심에 있어 주위의 반대가 심했다고 한다. 이는 영화가 엄청난 흥행작이고 장면과 대사들이 대중들에게 익숙해져 있기 때문에 비교만 당할 것이라는 의견들이었다. 하지만 그는 과감히 도전을 선택하였고 호평받은 작품 속에서 그만의 서정적이고 처연한 '슬픈 동수'를 만들어냈다. 그는 당시 곽경택 감독과의 작업은 배우로서 더 성장할 수 있는 배움과 그동안 자신도 몰랐던 연기 포인트를 새롭게 깨달았던 값진 작품이었다고 인터뷰를 하였다.
2010년 11월 드라마 《시크릿 가든》으로 1년여만에 브라운관에 복귀했고, 극중 신비의 꽃술을 먹고 이성과 몸이 바뀌는 까칠하고 도도한 백화점 사장 "김주원" 역을 맡았다. 남녀가 바뀌는 역할에 고민이 많은데 여자 톤으로 하면 거부감이 있을 것 같아서 행동이나 말투로 여성성을 드러내려고 한다며 연기했는데, 이후 '그건 그냥 여자일 뿐 라임이가 아니다'라는 비판에 대해 계산착오였음을 인정하고, 평소 라임의 행동이나 말투 등을 보고 따라하며 연구해 완벽한 연기를 해냈다. 또한 '까도남'이지만 그 까칠함에 조금은 어리바리하고 코믹스러운 엉뚱한 면을 더해서 같은 재벌2세지만 '삼식이'와는 차별화를 두며 김주원을 만들어내어 시청자를 열광하게 만들었다. 최고 시청률 35%를 기록하며 수많은 사회적인 이슈와 화제 덕분에 수치상보다 더 높은 체감 시청률을 남기는 등 '주원앓이'로 신드롬을 일으키며 엄청난 인기를 얻었다. 그가 《시크릿가든》에서 직접 부른 OST 수록곡 "그 남자"가 2011년 1월 7일 0시부터 공개되자 1시간 만에 주요 온라인 음원 차트 정상을 차지했다. 또한 1월 21일 '뮤직뱅크' 1위 후보에 오르기도 했으며, 이후 OST는 기존 종합차트인 K-차트에서 분리되어 OST차트가 신설되었다. OST 차트 1위는 따로 시상하지 않는다. 그리고 2011년 한 해 동안 '미니홈피 배경음악'으로 가장 많이 사랑받은 곡으로 집계되기도 했다. 이 작품으로 제47회 백상예술대상 'TV부문 대상'을 첫 수상하였다.
2011년 《시크릿 가든》이 끝나고 두 편의 영화가 차례대로 개봉되었다. 그 첫 번째는 지난 2010년초 시애틀에서 촬영을 마친 김태용 감독의 영화 《만추》다. 여기서 그는 미국에 온 지 2년, 겨우 입에 붙기 시작한 서툰 영어로는 사랑 밖에 팔 것이 없는 남자 "훈" 역을 맡았다. 이 작품은 같은 해 2월 10일 개막한 제61회 베를린국제영화제 포럼섹션부문에 공식 초청되었으며, 제35회 토론토국제영화제 공식 초청 외에도 제25회 스위스 프리부르국제영화제에서 특별언급과 청년심사위원상을 수상하는 쾌거를 이뤘다. 두 번째는 이윤기 감독의 영화 《사랑한다, 사랑하지 않는다》에서 아내의 갑작스러운 이별 통보에도 세심한 배려를 하는 속마음을 알 수 없는 남편 "황지석" 역을 연기하였으며, 임수정과 함께 노개런티로 출연했다. 이 작품 또한 제61회 베를린국제영화제 장편경쟁부문에 출품되어 코엔형제의 영화 《진정한 용기》 등 21개 작품과 황금곰상을 놓고 경쟁하였으며, 이날 레드카펫을 밟은 현빈은 상영 후 기립박수를 받았다.
2010년 11월 TV 다큐멘터리 《아프리카의 눈물》의 내레이터로 참여했다. 제작진은 내용이 무겁고 딱딱해서 따뜻한 감성을 지니고 전달력이 있었으면 좋겠다는 생각을 가지고 발탁했다고 밝혔다. 녹음을 마치고 제작진은 생각했던 것 이상으로 '현빈의 차분하고 안정된 목소리'와 '리얼리티가 생생한 영상'이 잘 어울렸다고 만족감을 나타냈다. 그 또한 “내레이션을 맡아 큰 영광이다. 부족한 것도 많고 부담도 되고 걱정도 많이 되지만 한 유명인으로서 지금 사회의 화두인 환경·기후문제 등에 이번 내레이션을 통해서 참여하는 것이 조금이나마 도움이 됐으면 좋겠다”라는 소감을 밝혔다. 이어 2011년 극장판 내레이션에도 참여했으며, 평소 아프리카에 대한 편견이 있었는데 이번을 통해 전혀 생각지 못했던 아프리카의 상황들을 접하게 됐고, 관객들도 아프리카의 현실에 대해 많이 접했으면 좋겠다는 소감을 밝혔다.

### 2011~12년: 군입대와 제대
2011년 3월 7일 해병대(1137기)에 자원입대하였다. 첫 근무지는 백령도였지만 이후 경기도 화성의 해병대 사령부로 옮겨서 모병 홍보병으로 복무하였다. 현빈은 2011년 5월 1일 KBS2 《다큐멘터리 3일》에서 '청춘의 선택 - 해병대 교육훈련단'을 주제로 한 경북 포항 해병대 교육훈련단에 입소한 1137기 720명의 3일을 소개하였는데, 그 일원으로 고된 훈련을 거쳐 해병으로 거듭나는 모습을 선보였다. 현빈은 2011년 9월 25일 해병대에서 주최하는 제3회 서울수복기념마라톤대회에 출전하여 하프코스 6.25km를 완주하였다. 2011년 9월 30일에는 해병대 사령부에서 주최하는 군악회인 제22회 해병대 군악회 정기연주회에서 진행을 맡았다. 2011년 10월 5일부터 7일까지 인도네시아 정부의 요청으로 "방산수출 홍보특사"의 자격으로 인도네시아를 방문하였다. 방문 첫째 날은 인도네시아 국군의 날 행사 참관하고, 둘째 날은 인도네시아 해병부대를 방문하였다.
2012년 11월 14일 전역을 한달여간 앞두고 서울 여의도 KBS홀에서 열린 해병대 사령부에서 주최하는 군악회인 제23회 해병대 군악회 정기연주회에서 2년 연속 진행을 맡았다. 그리고 2012년 12월 6일 21개월간의 군생활을 마치고 만기 제대하였다. 그는 전역 신고를 하며 "21개월 전에 단단해지고 든든해져서 인사를 드리겠다고 약속을 했는데 그 약속은 지킨 것 같다. 조금 더 단단해진 것 같고 당당하게 인사를 할 수 있게 된 것 같다."며 그동안 연기가 너무 하고 싶었다고 눈시울을 붉히기도 했다. 또한 모범적인 군복무를 인정받아 국방부장관 표창과 해병대사령관 표창을 받았다. 그리고 당시 에스엠컬처앤콘텐츠에 인수합병된 소속사 에이엠엔터테인먼트와 계약 완료로 에이엠엔터테인먼트의 이사와 매니저 등이 설립한 신생회사인 오앤엔터테인먼트와 계약하였다.

### 2013~15년: 복귀

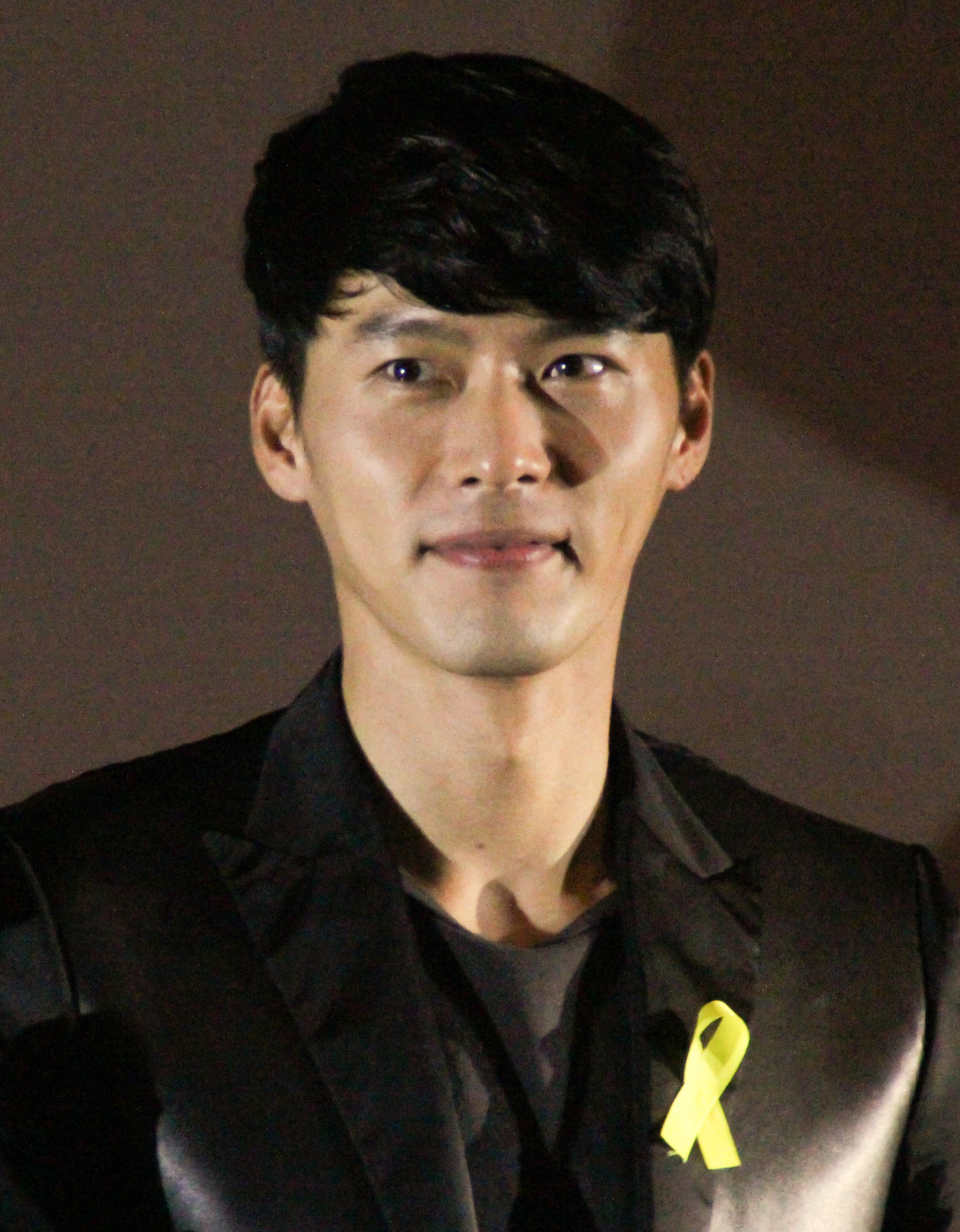
2014년 5월 2일 《역린》 무대인사에서 현빈

2013년 4월 군제대 이후 복귀작으로 아시아 팬미팅 투어 중에 받은 이재규 감독의 첫 작품인 영화 《역린》(2014년)을 선택했다. 이 작품에서 암살과 역모 위협에 시달리며 숨죽인 채 자신을 단련하는 조선의 22대 임금 정조의 "젊은 시절 정조" 역을 맡았다. 그는 촬영이 들어가기에 앞서, 문무에 모두 능했던 왕 정조이기에 말 타기나 활쏘기 같은 무술 장면이 어설프게 비춰지지 않게 몸에 배어 있도록 2~3개월을 액션스쿨과 승마장을 오가며 철저한 준비를 하였다. 그는 첫 사극연기를 하면서 사극에 대한 부담감은 없었지만 여러 작품 속의 정조와는 다른 모습을 보여주고 싶었기 때문에 그런 부분에서는 약간의 부담감이 있었다고 밝혔다. 그리고 힘든 상황 속에서도 처절하게 살았던 '인간 정조'의 모습을 그려보고 싶었으며, 기존의 정조와 다른 모습을 보여줬다는 평가와, 배우로서 사극 장르도 어울린다는 이야기가 듣고 싶었다고도 했다. 현빈은 2014년 7월 3일 '2014 인천아시안게임' 홍보대사로 선정되어 서울 중구 프레스센터에서 가진 위촉식에 참여하여 위촉패를 받았으며, 기념주화 세트의 첫 구매자가 되기도 했다. 이후 7월 16일에는 홍보대사 자격으로 중국을 방문하기도 했으며, 9월 19일 개막식에서 8명의 기수단 중 한 사람으로서 역할을 수행했다.
2015년 1월부터 3월까지 방영한 드라마 《하이드 지킬, 나》에서는 해리성 인격장애를 가진 다중인격의 "구서진 / 로빈" 역 (1인 2역)을 맡아 4년여 만에 드라마에 복귀하였다. 그는 신인 때부터 도전해 보고 싶은 연기로 항상 《프라이멀 피어》에서 에드워드 노튼이 연기한 '다중인격자'를 꼽았고, 어느 정도 경력과 경험이 쌓이면 '다중인격' 역할을 꼭 해보고 싶다고 밝혔다. 2015년 6월 6일 국립서울현충원에서 열린 제60회 현충일 추념식에 참석하여 국악인 이용구의 대금 연주에 맞춰 추모 헌시 '옥토'를 낭송하였다.

### 2016~19년: 소속사 설립과 발돋움
2016년 2월 연기 스승인 강건택(대표)과 함께 ‘VAST엔터테인먼트’를 설립하였다. 2016년 9월 1일에는 광주 비엔날레전시관에서 열린 2016 광주비엔날레 홍보대사로 위촉되어 개막식에 참석하였으며, 이는 재능기부의 차원에서 노개런티로 참여하였다. 2016년 3월부터 촬영을 시작한 영화 《공조》에서 과묵하지만 강한 집념을 지닌 북한 형사 “림철령” 역을 맡았다. 이 영화는 같은 해 7월 중순 촬영을 마치고 2017년 1월에 개봉하여 781만 명의 관객을 동원하며 높은 흥행을 기록했다.
2017년 하반기에 개봉한 영화 《꾼》에서 사기꾼들만 골라 속이고 다니는 지능형 사기꾼 “황지성”으로 분하여 누적관객 400만 명을 기록하며 손익분기점 120만명을 훌쩍 넘겼다. 이후 2017년 상반기에는 영화 《협상》과 《창궐》에 연이어 캐스팅되어 2018년 하반기에 나란히 개봉했다. 《협상》에서는 최악의 인질극을 벌이는 “민태구” 역으로 생애 첫 악역을 맡아 연기 변신을 시도했다. 한정된 공간과 시간 안에서 효과적으로 구현된 현빈의 에너지가 돋보인다는 평을 받았으나 누적관객 195만명으로 손익분기점인 250만을 넘기는데는 실패했다. 《창궐》에서는 야귀의 창궐을 막고 조선을 구하려는 “이청” 역을 맡았다. 누적관객 159만명으로 국내 흥행에는 성공하지 못했으나 해외 판권 판매 호조와 필리핀과 베트남에서 박스오피스 1위를 차지하는 등 해외에서 좋은 반응을 얻었다. 이후 2018년 하반기 《알함브라 궁전의 추억》에서 업계 최대 투자사의 대표가 된 입지전적인 인물인 “유진우” 역으로 브라운관에는 3년 만에 복귀했다. 이 드라마에서 내공 쌓인 연기력으로 극의 몰입도를 높였다는 평가와 함께 《눈의 여왕》, 《시크릿 가든》에 이어 다시 한 번 백상예술대상 남자 최우수연기상 후보에 올랐다.

### 2020년~: 제3의 전성기와 사랑의 불시착
2019년 드라마 《사랑의 불시착》에서 북한 민경대대 5중대 중대장 "리정혁" 역을 맡았다. 이 드라마는 방영되기 전에는 일부에서 북한을 배경으로 한다는 이유만으로 북한 미화가 아니냐는 논란을 제기하였지만 회가 거듭되면서 이런 논란은 잠재워졌다. 또한 최종회에서는 최고 평균 시청률이 21.7%(닐슨코리아 전국 기준)를 넘으며 2020년 2월 기준 tvN의 최고 시청률을 기록하였다. 이는 2005년 《내 이름은 김삼순》와 2010년 《시크릿 가든》에 이어 10년 만에 또 다시 이루어낸 대흥행이다. 또한 리정혁 열풍을 일으키며 다시 한 번 전성기를 맞이했다. 그리고 이 드라마는 넷플릭스를 통해 전세계 190개국에 공개되어 아시아를 넘어 북아메리카, 남아메리카, 유럽에서도 인기가 이어졌다. 이어 2020년 3월 영화 《교섭》에서 중동에서 발생한 한국인 납치 사건으로 파견된 국정원 요원으로 출연하였다.

## 학력
- 서울신천국민학교 졸업
- 잠신중학교 졸업
- 영동고등학교 졸업
- 중앙대학교 연극영화학부 연극영화학 학사
- 중앙대학교 예술대학원 공연영상학 석사 과정 재학

## 자선 활동
현빈은 2005년 2월 가수 김범수의 뮤직비디오에 출연하고 받은 출연료 전액을 모교인 중앙대학교에 발전기금으로 기부하였다. 또한 영동고등학교 연극반 후배들에게 TV와 게임기 등을 선물한 바 있다. 2005년 8월에는 재일조선인마을돕기 캠페인 "우토로 살리기 캠페인"에 애장품을 기증하기로 하였다. 2005년 12월 22일 굿네이버스 주최로 열린 자선 바자회에 참여한 김선아, 다니엘 헤니와 함께 동참하여 훈훈함을 전달했다. 2005년 12월 27일 근섬유종증(안구가 흘러내리는 병)을 앓고 있는 청소년에게 김선아와 함께 치료비를 기부하였다. 2006년 1월 27일 서울 동대문 인근의 한 장애인단체를 찾아 성금기부 및 활동을 하였다. 2006년 11월 28일 구세군 사랑의모금 행사에 참여, 팬사인회 및 케익판매 이벤트를 진행하여 판매된 수익금 전액을 구세군에 기부하였다. 2007년 12월에는 소외계층 및 농어촌 학생들에게 영어공부 기회를 확대하는 EBS '사랑의 안테나' 캠페인에 장동건, 김승우, 황정민, 주진모, 지진희, 공형진 등과 함께 동참하였다. 2009년 1월 24일 중앙대 연극학과의 창과 50주년을 기념해 소극장 건립과 국제교류기금, 장학금 등으로 써달라며 발전기금 1억원을 전달했다. 2011년에는 현대자동차에서 그랜저HG 홍보대사로 받은 1호 차량을 유니세프 한국위원회에 기증하였다. 2020년 코로나19 확산 방지 및 피해 극복을 위한 성금으로 사회복지공동모금회 사랑의 열매를 통해 2억원을 기부했다는 사실을 뒤늦게 밝혔다. 그는 고액 기부자 클럽인 ‘아너 소사이어티’(Honor Society)’ 회원 자격을 획득한 바 있으며, ‘사랑의 열매’, ‘국제 구호개발 NGO’, ‘세이브더칠드런’ 등을 통해 기부 및 지원 사업에 동참하고 꾸준한 선행을 해오고 있다.

## 개인 생활

### 2006년
현빈은 2006년 톱스타들이 대거 소속된 아마추어 야구단 '플레이보이즈'에 입단했으며, 당시에는 포지션이 정해지지 않았지만 현재는 투수로 활약하고 있다. 플레이보이즈는 김승우가 구단주, 장동건과 정우성이 단장을 맡고 있으며 해외에서도 '한류스타 야구단'으로 불린다.

## 가족
2남 중 차남이다.
- 배우자: 손예진(2022년 3월 31일 결혼)
- 자녀: 김우진(2022년 11월 27일 생)